# Гонконг на зимових Олімпійських іграх 2002
Гонконг брав участь в Зимових Олімпійських іграх 2002 року в Солт-Лейк-Сіті (США) вперше за свою історію, але не завоював жодної медалі. Олімпійську збірну країни представляли 2 жінки.

## Атлетки
- Кордія Цой — уроджениця Канади, шорт-трек
- Крісті Рен — уроджениця Гонконгу, шорт-трек

## Результати

### Шорт-трек
| Учасниця   | Дисципліна          | Попередній заїзд | Попередній заїзд | Чвертьфінал | Чвертьфінал | Півфінал   | Півфінал   | Фінал      | Фінал |
| Учасниця   | Дисципліна          | Час              | Місце            | Час         | Місце       | Час        | Місце      |            |       |
| ---------- | ------------------- | ---------------- | ---------------- | ----------- | ----------- | ---------- | ---------- | ---------- | ----- |
| Кордія Цой | 500 метрів (жінки)  | 52.496           | 24               | Не пройшла  | Не пройшла  | Не пройшла | Не пройшла | Не пройшла |       |
| Кордія Цой | 1000 метрів (жінки) | 1:48.445         | 22               | Не пройшла  | Не пройшла  | Не пройшла | Не пройшла | Не пройшла |       |
| Крісті Рен | 500 метрів (жінки)  | 55.423           | 29               | Не пройшла  | Не пройшла  | Не пройшла | Не пройшла | Не пройшла |       |
| Крісті Рен | 1000 метрів (жінки) | 1:50.094         | 23               | Не пройшла  | Не пройшла  | Не пройшла | Не пройшла | Не пройшла |       |
| Крісті Рен | 1500 метрів (жінки) | 2:49.666         | 26               | Не пройшла  | Не пройшла  | Не пройшла | Не пройшла | Не пройшла |       |